# Голосенко Дмитро Валерійович
Дмитро́ Вале́рійович Голосенко — старший лейтенант Збройних сил України, учасник Російсько-української війни.

## З життєпису
Випускник Ліцею інформаційних технологій 2008 року. Поступив на навчання до Дніпропетровського національного університету залізничного транспорту ім. академіка Лазаряна, здобув професію інженер-механік.
У травні 2014 року скерований до театру бойових дій, командир 1-го взводу спецпризначення. Брав участь у боях за визволення Слов'янська, Краматорська, Семенівки, Миколаївка та Дружківки.

## Нагороди
19 липня 2014 року — за особисту мужність і героїзм, виявлені у захисті державного суверенітету та територіальної цілісності України, вірність військовій присязі під час російсько-української війни, відзначений — нагороджений орденом «За мужність» III ступеня.